# My-Otome
My-Otome (舞-乙HiME , Mai-Otome) är en japansk anime producerad av Sunrise, Inc. som sändes i TV Tokyo från 6 oktober 2005 till 30 mars 2006. Serien är en alternativ värld till den som presenterades i My-HiME (舞-HiME) och karaktärerna är i princip det enda som har med den föregående säsongen att göra. Animen ger dock ett fåtal hintar om att det som hände i My-HiME skulle kunna ha hänt väldigt långt innan My-Otome.
Serien fokuserar på händelser runt och i Garderobe, en skola för så kallade Otome. En Otomes uppgift är att skydda högt uppsatta politiker och kungligheter. Med hjälp av magiska stenar som sätts fast i Otomes örhängen kopplas deras liv samman med den de ska skydda och de får samtidigt tillgång till otroliga krafter.
Det finns även en manga med annan story.
Det har släppts en OAV-uppföljare, My-Otome Zwei, i fyra avsnitt i Japan.
Både My-Otome och My-Otome Zwei har licensierats i Nordamerika av Bandai Entertainment.